# John Tebbutt
John Tebbutt (Windsor, 25 maggio 1834 – Windsor, 29 novembre 1916) è stato un astronomo australiano.

## Biografia

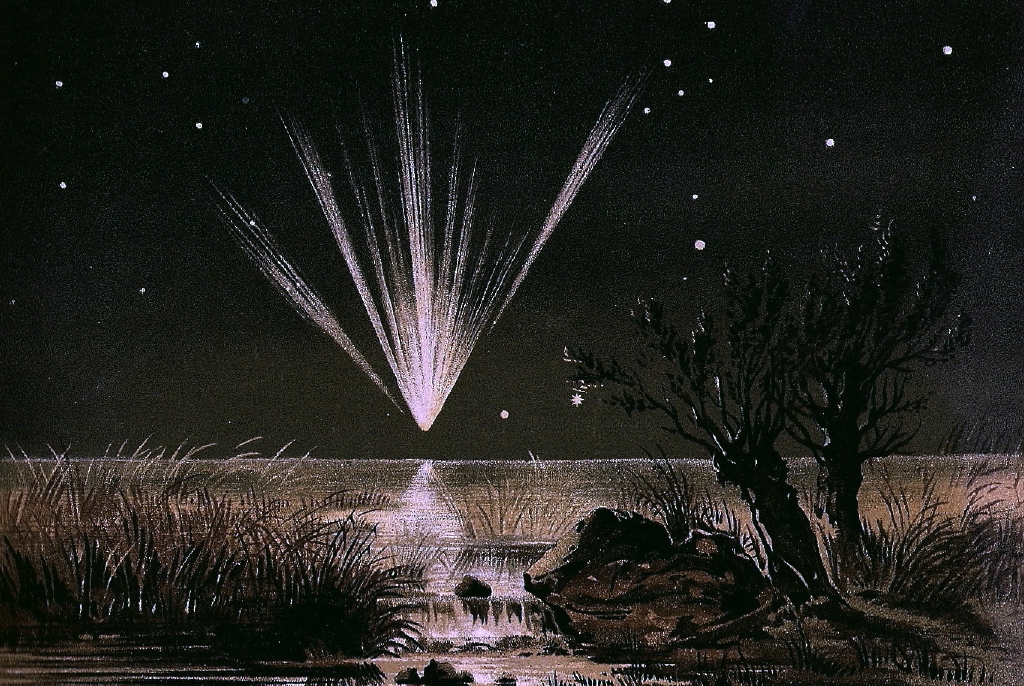
La Grande Cometa del 1861 o Cometa Tebbutt, scoperta da John Tebbutt.

Appassionato di astronomia e con solide basi matematiche, il 13 maggio 1861 osservò per primo la Grande Cometa del 1861, particolarmente brillante, designata formalmente con la sigla C/1861 J1, di cui calcolò approssimativamente l'orbita. Nel 1864 realizzò un piccolo laboratorio vicino alla casa paterna dotandolo di un telescopio rifrattore con diametro di apertura di 8,3 cm e di 1,2 metri di lunghezza focale oltre ad altra strumentazione. Pressoché nello stesso periodo incominciò a registrare dati meteorologici che pubblicò per diversi periodi nei successivi trenta anni. Pubblicò numerosi articoli sulla Monthly Notices of the Royal Astronomical Society di Londra, venendo nel 1873 eletto Fellow della stessa Royal Astronomical Society, e su numerose altre riviste scientifiche. Nel 1881 osservò e descrisse la grande cometa C/1881 K1. Nel 1895 Tebbut venne eletto presidente della sezione della British Astronomical Association di Sydney all'atto della sua fondazione.

## Riconoscimenti
Nel 1905, dopo che aveva interrotto ogni osservazione astronomica sistematica, la Royal Astronomical Society di Londra riconobbe l'importanza del suo lavoro attribuendogli la Medaglia Jackson-Gwilt.
È stato commemorato dal Governo australiano ponendo la sua immagine sul retro della banconota da cento dollari australiani dal 1984 al 1996.
A John Tebbut è stato dedicato un cratere lunare Tebbutt, l'asteroide 11212 Tebbutt e la Peninsula House, Tebbutt's Observatory, un osservatorio con residenza privata in cui ha vissuto Tebbutt dichiarati patrimonio nazionale del Nuovo Gallese del Sud. L'edificio è situato a Windsor, in Australia.